# Timothy Carhart
Timothy Carhart, född 24 december 1953 i Washington, D.C., är en amerikansk skådespelare. 

## Filmografi i urval
- 1984 – Ghostbusters
- 1985 – Susan, var är du?
- 1988 – Working Girl
- 1989 – Pink Cadillac
- 1990 – Jakten på Röd Oktober
- 1991 – Thelma & Louise
- 1993 – Red Rock West
- 1994 – Snuten i Hollywood III
- 1995 – Candyman: Farewell to the Flesh
- 1998 – I lagens namn
- 2002 – 24 (TV-serie)
- 2000–2003 – CSI: Crime Scene Investigation (TV-serie)
- 2004 – Vem dömer Amy? (TV-serie)
- 2009 – Criminal Minds (TV-serie)
- 2012 – Mad Men (TV-serie)